# Lepidagathis meridionalis
Lepidagathis meridionalis är en akantusväxtart som beskrevs av Kameyama. Lepidagathis meridionalis ingår i släktet Lepidagathis och familjen akantusväxter. Inga underarter finns listade i Catalogue of Life.